# Schöllnach
Schöllnach è un comune tedesco di 5 082 abitanti, situato nel land della Baviera.